# Bolivaroscelis werneri
Bolivaroscelis werneri es una especie de mantis de la familia Amorphoscelidae.

## Distribución geográfica
Se encuentra en Ghana y Camerún.